# Italia en los Juegos Paralímpicos de Innsbruck 1984
Italia estuvo representada en los Juegos Paralímpicos de Innsbruck 1984 por siete deportistas masculinos.

## Medallistas
El equipo paralímpico italiano obtuvo las siguientes medallas:
| Nombre           | Deporte      | Evento                 |
| ---------------- | ------------ | ---------------------- |
| Oro              |              |                        |
| —                |              |                        |
| Plata            |              |                        |
| —                |              |                        |
| Bronce           |              |                        |
| Bruno Oberhammer | Esquí alpino | Combinada B2 masculino |